# Jožef Emanuel Barbo Waxenstein
Grof Jožef (Josip) Emanuel Barbo Waxenstein, politik, * 26. oktober 1825, Rakovnik pri Šentrupertu, † 23. november 1879, Dunaj.

## Življenje
Slovenski deželni in državni poslanec je bil dvanajst let (1867-1879). Zavzemal se je za rabo slovenščine na Dunaju in je podpiral slovenske kulturne ustanove (čitalnice, Slovenska matica). Josip Jurčič ga je označil kot človeka, ki je od začetka odločno predstavil slovensko stališče in značajno vztrajal do konca, česar ni prikrival niti v aristokratski družbi. Kot državni poslanec je leta 1867 obenem z drugimi Slovenci glasoval za dualizem, a proti decembrski ustavi. V zvezi z drugimi avstrijskimi federalisti je leta 1870 izstopil iz državnega zbora, enako leta 1873, ko je bil sprejet nov zakon o direktnih volitvah. Bil je konzervativen politik in član Hohenwartovega kluba. Gospodarsko je sodeloval pri Kranjski kmetijski službi - bil je njen predsednik.
Imel je dva sinova, Henrika in Antona, ki sta obiskovala slovensko telovadno in narodno društvo Sokol. Kot njun oče sta se družila predvsem s Slovenci in postala slovenska narodnjaka. Henrik je umrl v zgodnji mladosti, Anton (* 1862, † 1930) pa je nasledil službo očeta kot državnega poslanca na Dunaju. Na sejah državnih odbornikov je dosledno poročal v slovenskem jeziku. Poročil se je z Margit Vidats, hčerko madžarskega revolucionarja Janoše Vidats. V tem zakonu se je rodil Robert Barbo Waxenstein, ki je bil kot ded ponosen Slovenec.